# Importazione delle proteine nel mitocondrio

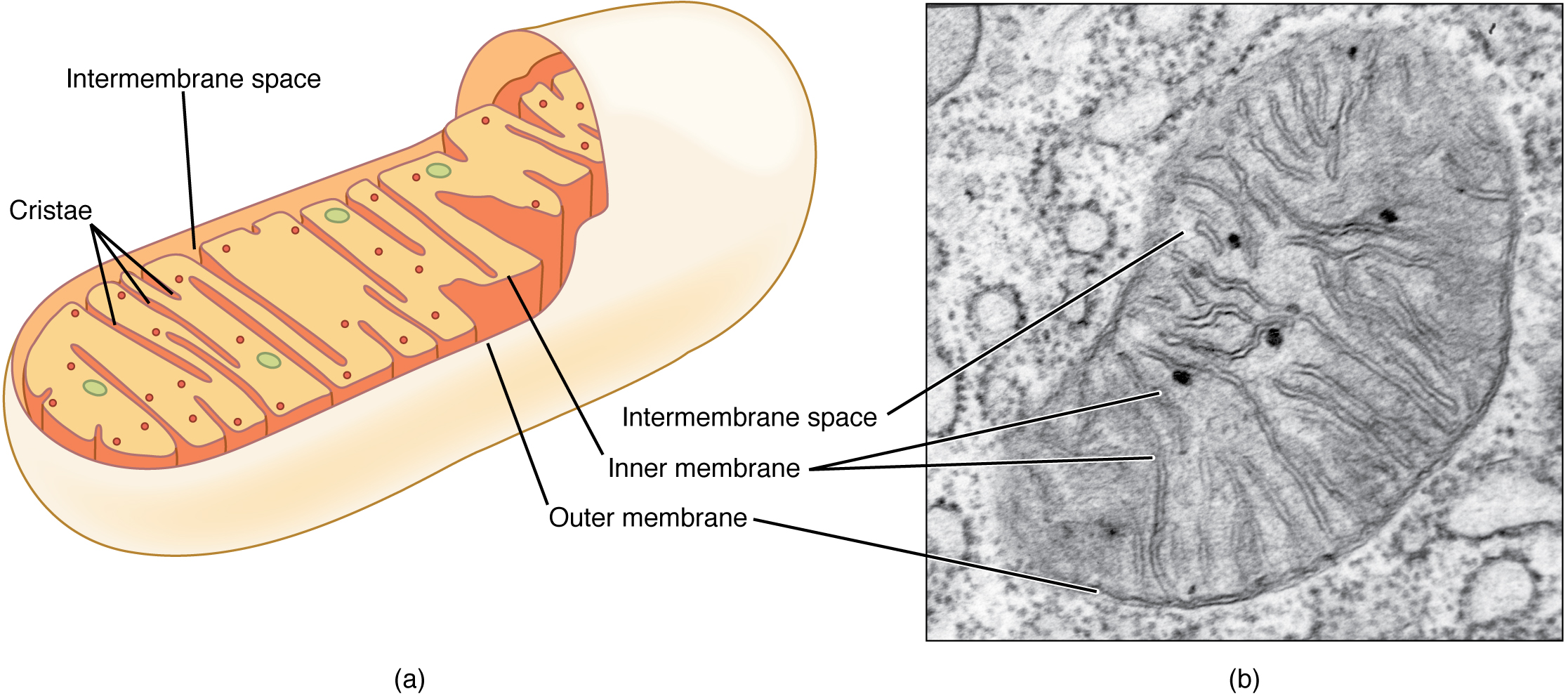
Mitocondrio

L'importazione delle proteine nel mitocondrio è il processo biologico che avviene nelle cellule, per il quale circa il 99% delle proteine mitocondriali viene sintetizzato su informazione del genoma nucleare e viene in seguito trasportato all'interno del mitocondrio. Quest’ultimo è caratterizzato dall'avere due membrane e due camere (compartimenti), dunque il sistema di smistamento deve distinguere le diverse destinazioni. 

## Indirizzamento alla matrice
Per il segnale di indirizzamento è importante la caratteristica della sequenza amminoacidica. Le sequenze di indirizzamento alla matrice sono ricche di amminoacidi a carica tendenzialmente positiva. Data sequenza viene rimossa una volta inserita la proteina nel mitocondrio. La proteina viene riconosciuta e legata da proteine chaperone, le quali mantengono la proteina in stato non ripiegato. 
Il legame e il successivo trasferimento attraverso la membrana mitocondriale esterna avviene grazie ad un complesso proteico TOM. Il successivo passaggio attraverso la membrana interna avviene grazie ad un secondo complesso proteico il TIM.
La proteina viene trasferita grazie all'intervento di uno chaperone che sfrutta l'energia dell'ATP e alla differenza di potenziale esistente tra i due lati della membrana mitocondriale a causa delle cariche positive degli amminoacidi e le cariche negative presenti nella matrice mitocondriale.

Schema di un mitocondrio
1 Membrana interna
2 Membrana esterna
3 Cresta
4 Matrice

## Indirizzamento nello spazio intermembrana
Per l'indirizzamento nella camera esterna mitocondriale esistono almeno due meccanismi di traslocazione. 
Un primo meccanismo è molto simile a quello precedentemente descritto; difatti prevede a che dopo la rimozione della sequenza segnale di importazione alla matrice, subisca un trasporto in direzione inversa grazie alla presenza di traslocatori posti sulla membrana interna che riconoscono un secondo segnale per la traslocazione nella camera esterna, il quale si trova subito prim del segnale per la matrice. 
Un secondo meccanismo, prevede sempre la presenza di entrambe le sequenze sagnale, ma la seconda funziona da sequenza di arresto alla traslocazione. La proteina dunque superata la membrana esterna ed iniziato a passare attraverso il complesso del TIM si arresta quando nel canale giunge la sequenza di arresto. Quest'ultimo e la porzione carbossiterminale che sporge nella camera esterna verranno tagliati dal segnale di importazione alla matrice e viene rilasciato nello spazio intermembrana.